# Listă de scriitori malgași
Aceasta este o listă de scriitori malgași.
- Elie-Charles Abraham
- Georges Andriamanantena
- Edouard Bezoro
- Dox, pseudonimul lui Jean Verdi Salomon Razakandraina
- David Jaomanoro
- Esther Nirina
- Hajasoa Vololona Picard-Ravololonirina
- Jean-Joseph Rabearivelo
- Jacques Rabemananjara
- Raymond William Rabemananjara
- Charlotte Arisoa Rafenomanjato
- Antoine de Padoue Rahajarizafy
- Pasteur Rahajason
- Elie Rajaonarison
- Régis Rajemisa-Raolison
- Jean-Luc Raharimanana
- Michèle Rakotoson
- Ny Avana Ramanantoanina
- Flavien Ranaivo
- Frederic Randriamamonjy
- Pierre Randrianarisoa
- Paul Rapatsalahy
- Clarisse Ratsifandrihamanana